# Adrian Wichser
Adrian Wichser (* 18. März 1980 in Winterthur) ist ein ehemaliger Schweizer Eishockeyspieler. Er war 21 Jahre lang Eishockey-Profi, stand bei mehreren Vereinen der National League A unter Vertrag, gewann zweimal die Schweizer Meisterschaft und war Torschützenkönig. 2009 gewann Wichser mit Zürich die Champions Hockey League. Er bestritt 99 A-Länderspiele, nahm an den Olympischen Spielen 2006 und fünf Weltmeisterschaften teil.

## Karriere
Adrian Wichser begann seine Karriere als Eishockeyspieler beim EHC Winterthur, in dessen Jugend er bis 1997 aktiv war. Anschließend erhielt er einen Vertrag bei den Kloten Flyers, für die er in den folgenden fünf Jahren in der Nationalliga A auf dem Eis stand. In dieser Zeit wurde er im NHL Entry Draft 1998 in der neunten Runde als insgesamt 231. Spieler von den Florida Panthers ausgewählt, für die er allerdings nie spielte. Im Sommer 2002 wechselte Wichser zum HC Lugano, mit dem er in der Saison 2002/03 erstmals in seiner Karriere Schweizer Meister wurde. Zudem war er in dieser Spielzeit mit 26 Toren bester Torschütze der Nationalliga. Nach drei Jahren verließ der Center Lugano, um bei deren Ligarivalen, den ZSC Lions, zu unterschrieben, mit denen er 2008 erneut Schweizer Meister wurde. Zudem gewann er mit den Lions in der Saison 2008/09 die erstmals ausgetragene Champions Hockey League, in der er bester Vorlagengeber, sowie zusammen mit Jean-Guy Trudel der Spieler mit den meisten Scorerpunkten war.
In den letzten Jahren seiner Laufbahn spielte Wichser jeweils zwei Jahre für Hockey Thurgau (2014–2016) und den EHC Winterthur (2016–2018) in der National League B. Im April 2018 gab er das Ende seiner Spielerkarriere bekannt und wurde an einer Kunst- und Sportschule sowie als Techniktrainer in der Nachwuchsbewegung des EHC Winterthur tätig.

### International
Für die Schweiz nahm Wichser an den U20-Junioren-Weltmeisterschaften 1998, 1999 und 2000, sowie den A-Weltmeisterschaften 2002, 2003, 2004, 2005 und 2007 teil. Des Weiteren stand er im Aufgebot der Schweiz bei den Olympischen Winterspielen 2006 in Turin. Er bestritt insgesamt 99 A-Länderspiele für die Nationalmannschaft seines Heimatlandes.

## Erfolge und Auszeichnungen
| - 2003 Schweizer Meister mit dem HC Lugano - 2003 Bester Torschütze der Nationalliga A - 2008 Schweizer Meister mit den ZSC Lions - 2009 Champions-Hockey-League-Gewinn mit den ZSC Lions | - 2009 Topscorer der CHL (gemeinsam mit Jean-Guy Trudel) - 2009 Bester Vorlagengeber der CHL - 2009 Victoria-Cup-Gewinn mit den ZSC Lions |

### International
- 1998 Bronzemedaille bei der Junioren-Weltmeisterschaft